# Smíšená realita
Smíšená realita nebo mixed reality (MR) je technologie, která spojuje virtuální realitu a rozšířenou realitu za účelem projekce virtuálních vizualizací do reálného světa. V tomto prostředí je možné provádět interakce v reálném čase s virtuálními nebo fyzickými předměty pomocí svých rukou nebo nohou.
Headsety pro smíšenou realitu mají obvykle v sobě zabudované kamery nebo senzory, které přesně snímají okolní prostředí a případný pohyb. Na základě toho je možné přesně promítat vizualizace do reálného prostředí bez potřeby okolních senzorů.
Využití smíšené reality najdeme například ve vzdělávání, firemním prostředí (meetingy), hrách nebo elektronickém obchodování.